# Le Peuple (Algérie)
Pour les articles homonymes, voir Le Peuple.
Le Peuple est un quotidien algérien ayant paru de 1962 à 1965.

## Historique
Au lendemain de l'indépendance de l'Algérie, juste après la relance d'Alger républicain le 17 juillet 1962, le premier quotidien de langue française est lancé, il s'appelle Ech-Chaâb, son premier numéro est daté du 19 septembre 1962. Il parut sous ce nom arabe jusqu'au 20 mars 1963, il prendra son titre en français Le Peuple le lendemain. 
En octobre 1964, une réforme de la presse algérienne prévoyait sa fusion avec Alger républicain et elle fut décidée le 5 juin 1965, il disparut avec Alger républicain le lendemain du coup d'État du 19 juin 1965.
Mohamed Hankour y fut caricaturiste.